# انتخابات الرئاسة المنغولية 2009
انتخابات الرئاسة المنغولية 2009 هي الانتخابات الرئاسية التي جرت في 24 مايو 2009، في منغوليا، لانتخاب رئيس منغوليا، فاز بالانتخابات تشياغين البجدورج.